# 忍頂寺スポーツ公園

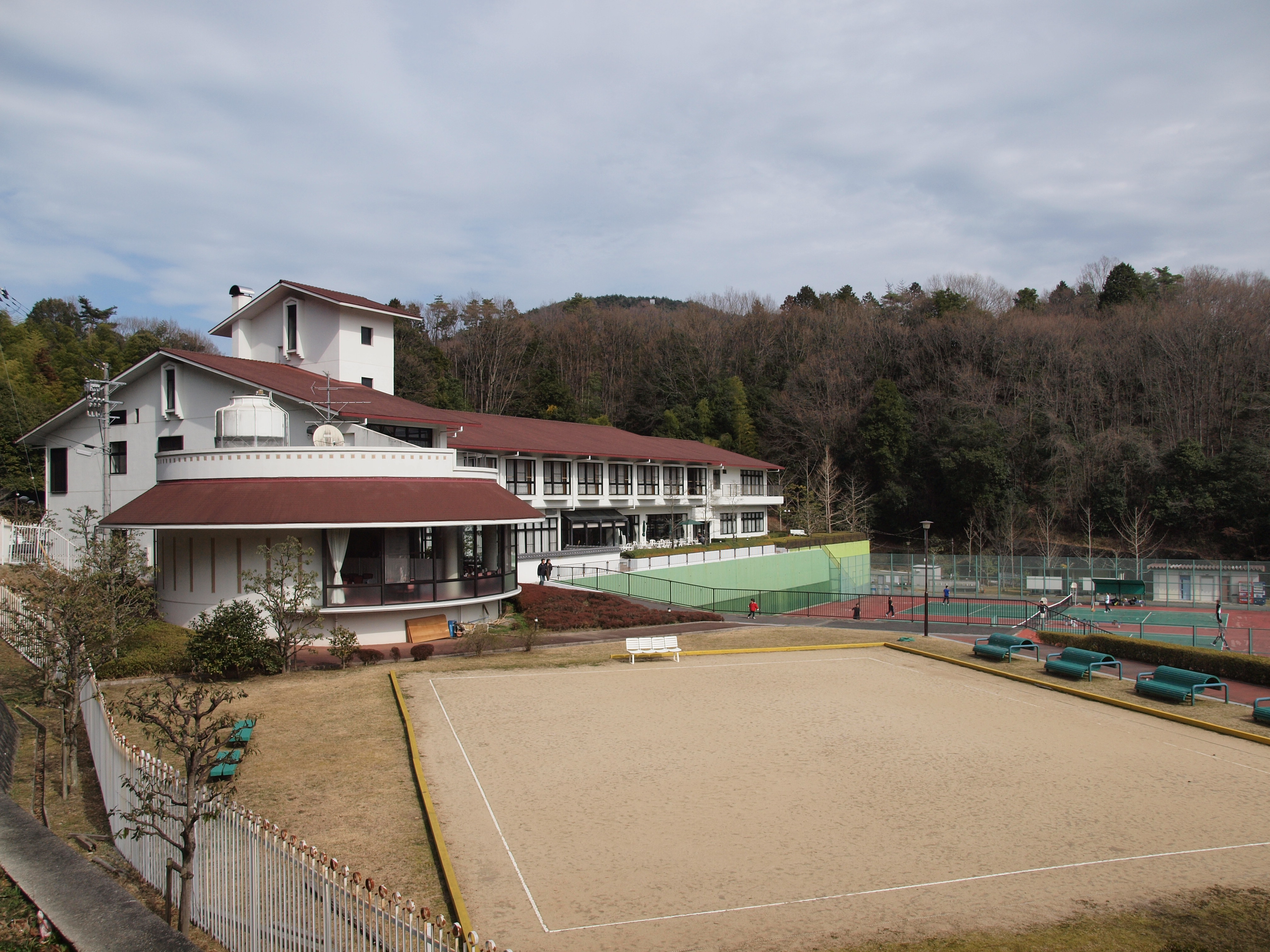
忍頂寺スポーツ公園内の竜王山荘（左）、ゲートボール場（手前）およびテニスコート（右奥）

忍頂寺スポーツ公園（にんちょうじスポーツこうえん）は、大阪府茨木市大字忍頂寺にある公園および総合体育施設である。

## 概要
茨木市が設置し、運営している。宿泊施設も完備されている。近くには、竜王山、宝池寺（ほうちでら）、忍頂寺（寿命院）、竜仙峡などがあり、観光の拠点としても利用される。
- 所在地　大阪府茨木市大字忍頂寺1049

## 施設
- グラウンド
- テニスコート
- ゲートボール場
- わんぱく広場（遊具）
- 散策路

## 交通アクセス
- 交通機関
  - JR茨木駅、阪急京都本線茨木市駅から阪急バス乗車、忍頂寺バス停下車徒歩3分